# Malacomys cansdalei
Malacomys cansdalei és una espècie de mamífer rosegador de la família dels múrids. Viu a Costa d'Ivori, el sud de Ghana i, possiblement, Libèria. El seu hàbitat natural són les selves perennifòlies primàries. És una espècie en risc mínim, és a dir, no sembla que hi hagi cap amenaça significativa per a la seva supervivència. Aquest tàxon fou anomenat en honor del zoòleg i presentador televisiu britànic George Soper Cansdale.